# AvGas
AvGas, Kurzform von Aviation Gasoline, ist der Fachausdruck für den Kraftstoff Flugbenzin. Andere oder ähnliche Schreibweisen sind: avgas, AVGAS oder Avgas. Im Gegensatz zu MoGas lässt es den Einsatz in größeren Flughöhen zu. Zurzeit werden sechs Sorten mit unterschiedlicher Verbleiung bzw. unverbleit angeboten (siehe Norm ASTM D 910, Def Stan 91-90/2(MIL), ASTM D 6227). AvGas wird nur von Flugzeugen mit Ottomotor oder Rotationskolbenmotor mit Fremdzündung verwendet. Turbinengetriebene Luftfahrzeuge benötigen als Kraftstoff Kerosin (JP-1 oder Jet A-1), Flugzeuge mit Dieselmotoren müssen mit Dieselkraftstoff oder typabhängig ebenfalls mit Kerosin betankt werden.

## Bezeichnung

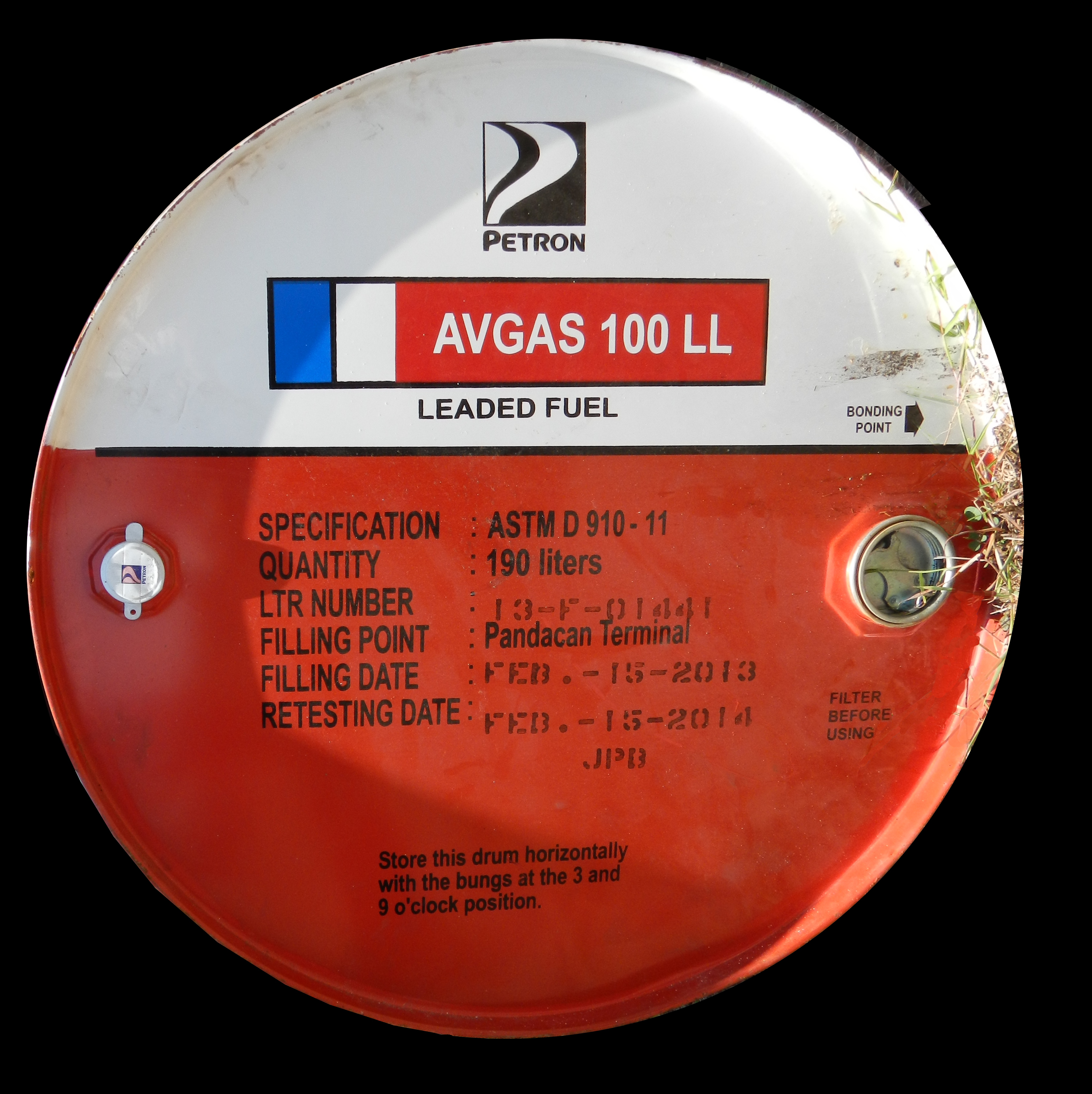
Bleihaltiges Flugzeugbenzin, abgefüllt am 15. Februar 2013

Die einzelnen AvGas-Sorten werden durch das sogenannte Lean Rating (s. u.) charakterisiert. Bei einigen Sorten wird der Zusatz LL (low lead = bleiarm) oder UL (unleaded = bleifrei) angehängt. Mit AvGas 100 LL wird also eine Sorte bezeichnet, die vereinfacht gesagt eine (Motor-)Oktanzahl (MOZ) von 100 und einen – verglichen mit der Sorte AvGas 100 – niedrigeren Bleigehalt aufweist. In der Vergangenheit wurde in der Sortenbezeichnung auch noch die „Oktanzahl“ des sogenannten Supercharge Ratings (s. u.) aufgeführt, beispielsweise AvGas 100/130. Um Fehler bei der Handhabung und Missverständnisse zu vermeiden, wird nur noch das Lean Rating zur Sortencharakterisierung verwendet.

## Spezifikationen
Lean Rating/MOZ (ASTM D 2700): Das Lean Rating (LR, Lean = mageres Gemisch) ist eine vom US Army Air Corps entwickelte Methode (ASTM D 614), das Klopfverhalten diverser AvGas-Sorten zu charakterisieren. Die Methode soll das Verhalten des Treibstoffs bei relativ niedriger Belastung des Motors beschreiben.
Das Verfahren ähnelt der Motor-Oktanzahl-Bestimmung (MOZ) so stark, dass 1969 eine Umrechnungstabelle (MOZ→Lean Rating) in die Norm ASTM 2700 aufgenommen wurde und das Lean Rating nur noch eine (aus der MOZ) berechnete Größe darstellt. Im Bereich 75–100 MOZ unterscheiden sich beide Zahlen kaum. Ab 100 MOZ sind die Abweichungen nicht unerheblich (MOZ=110 → LR=128). Weiterhin wird das LR ab einem Wert von 100 als Performance Number (PN) bezeichnet.
Supercharge Rating (ASTM D 909): Im Zweiten Weltkrieg entwickelten die Briten eine Methode, die Klopfeigenschaften diverser AvGas-Sorten bei hoher Belastung des Motors zu charakterisieren (Startphase, fettes Gemisch). Hierbei wird – vereinfacht dargestellt – die durch den Test-Kraftstoff ermöglichte mechanische Leistung des modifizierten CFR-Motors mit der mechanischen Leistung eines Referenztreibstoffes (Isooktan/n-Heptangemisch) verglichen. Für die Bewertung wird das Klopfverhalten mit Hilfe eines Klopfsensors sowohl für den Test- als auch für den Referenztreibstoff auf dem gleichen – niedrigen – Niveau gehalten. Ermöglicht der Testkraftstoff die gleiche Leistung wie der Referenztreibstoff, so wird seine Oktanzahl (nach der „Supercharge Rating“ Methode, SR) mit dem Isooktangehalt der Referenzmischung definiert. Das ist natürlich nur mit Oktanzahlen unter 100 möglich. Über 100 besteht der Referenzkraftstoff aus einer Mischung von Isooktan mit Tetraethylblei (TEL). ASTM D 909 liefert eine Tabelle um den TEL-Gehalt in eine sogenannte Performance Number (PN) umzurechnen. Unter Umständen ergeben sich dann zwei PNs – eine das Lean Rating charakterisierende sowie eine zweite für das Supercharge Rating. Das SR ist nicht mit der Research-Oktanzahl (ROZ) vergleichbar.
ROZ (ASTM D 2699): Die „Research Octane Number“ spielt bei der technischen Charakterisierung von AvGas keine Rolle. Sie wird aber bei der Steuerbefreiung von verbleitem, kommerziell genutztem Flugbenzin herangezogen (§ 27 EnergieStG: ...dessen Researchoktanzahl den Wert von 100 nicht unterschreitet.). Danach wäre AvGas 100 (1,12 g-Pb/L) und 100 LL (0,56 g-Pb/L) für den kommerziellen Gebrauch steuerbefreit und AvGas 80 (0,14 g-Pb/L) nicht. Bei AvGas 91 (0,56 g-Pb/L) ist die steuerliche Klassifikation nicht eindeutig. Unverbleites AvGas 82 UL fällt ohnehin nicht unter die Steuerbefreiung.
|              | Farbe   | Blei             | ON         | ON         | Performance       | T10   | FBP   | DVPE* | FRP      | Schwefel  |
|              |         | g/L              | lean (min) | rich (min) | Number/rich (min) | (max) | (max) | kPa   | °C (max) | ppm (max) |
| ------------ | ------- | ---------------- | ---------- | ---------- | ----------------- | ----- | ----- | ----- | -------- | --------- |
| AvGas 80     | rot     | 0,14             | 80         | 87         | –                 | 75    | 170   | 38–49 | −58      | 500       |
| AvGas UL 82  | purpur  | 0,00             | 82         | –          | –                 | 70    | 225   | 38–62 | −58      | 500       |
| AvGas 91     | braun   | 0,56             | 91         | 96         | –                 | 75    | 170   | 38–49 | −58      | 500       |
| AvGas UL 91  | farblos | 0,00             | 91         | 96         | –                 | 75    | 170   | 38–49 | −58      | 500       |
| AvGas 100 LL | blau    | 0,56             | 100        | –          | 130               | 75    | 170   | 38–49 | −58      | 500       |
| AvGas 100    | grün    | 1,12 (MIL: 0,85) | 100        | –          | 130               | 75    | 170   | 38–49 | −58      | 500       |

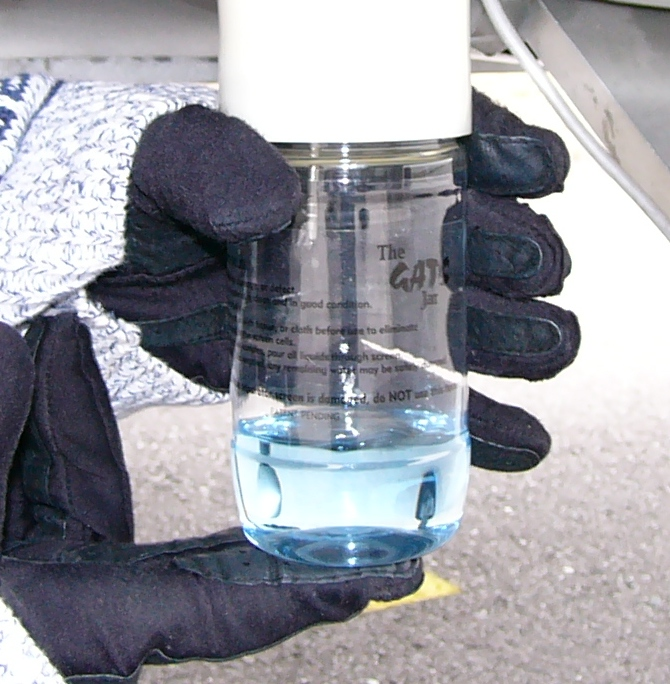
Blaues AvGas

- DVPE: Dry Vapour Pressure Equivalent (Dampfdruck bei 38 °C)

## Verwendung
AvGas wird heute in US-amerikanischen (beispielsweise Lycoming und Continental Motors) und russischen Flugottomotoren sowie auch für Wankel-Flugmotoren verwendet. Einige benötigen aufgrund ihrer Bauart mit hoher Kompression hochverbleites Benzin mit einer hohen Oktanzahl. Diese Voraussetzungen erfüllt AvGas 100 (hohes Lean Rating, hoher Bleigehalt). Kleinere Motoren der 1940er- und 1950er-Jahre sind für damals übliche wenig oder unverbleite Kraftstoffe ausgelegt. AvGas 80/87 wurde zum Beispiel nur so viel verbleit, wie es zur Erreichung der relativ geringen Klopffestigkeit nötig ist. Bei entsprechend gutem Grundbenzin ist AvGas 80/87 durchaus auch unverbleit herstellbar.
Gab es noch vor wenigen Jahren weltweit unterschiedliche Sorten von AvGas, ist inzwischen in vielen Ländern aus umweltpolitischen Gründen (Emission von Blei und Bleivergiftung durch Tetraethylblei) nur noch eine verbleite Sorte (AvGas 100 LL, „low lead“, verringerter Bleigehalt) erhältlich.
Früher gab es sowohl hochverbleite Varianten (AvGas 108/135:0,84 g-Pb/L, AvGas 115/145:1,28 g-Pb/L) als auch Varianten mit geringerer Oktanzahl (Avgas 73), die aber kommerziell nicht mehr angeboten werden.
Für ältere Hochleistungs-Flugmotoren, vor allem bei Maschinen aus der Zeit des Zweiten Weltkriegs und danach, die sehr hohe Oktanzahlen über 100 benötigen, muss der entsprechende Kraftstoff gesondert hergestellt bzw. mit speziellen Zusätzen versehen werden, um einen störungsfreien Betrieb zu gewährleisten. Hierbei sind die Sorten AvGas 108 sowie AvGas 115 zu nennen.

Diese heute sehr teuren speziellen AvGas-Sorten sind vor allem bei historischen Flugschauen sowie Flugzeugrennen wie bei den Reno Air Races anzutreffen. Ein ganz ähnliches „Renn-Benzin“ wird auch für die unteren Klassen bei Beschleunigungsrennen verwendet.

## Herstellung
AvGas 100 LL ist – wie Motorenbenzin auch – ein Blend aus verschiedenen Komponenten, wie:
- Additive
- Butan (zur Einstellung des Dampfdruckes)
- 1,2-Dibromethan (Scavenger, zur Verhinderung von Bleiablagerungen im Motor)
- Isopentan (zur Einstellung des Dampfdruckes)
- Leichtes Alkylatbenzin (C7–C9 Isoparaffine, hergestellt mit Hilfe des sogenannten Alkylierungs-Prozesses. Schwere Anteile des „Full-Range-Alkylats“ werden entfernt, um die AvGas-Siedeende-Spezifikation einhalten zu können)
- Tetraethylblei (0,56 g-Pb/L)[9]
- Toluol

wobei das synthetische Leicht-Alkylat den Hauptbestandteil der Mischung darstellt. Des Weiteren enthält AvGas noch diverse Additive wie ein Antioxidans, Vereisungsschutz-Additiv, Korrosionsinhibitor sowie einen Leitfähigkeitsverbesserer.

## Verbrauch
In Deutschland wurden 2015 etwa 13.000 Tonnen Flugbenzin verbraucht, gegenüber 18.226.000 Tonnen Motorenbenzin eine verschwindend geringe Menge. In Deutschland wird kein AvGas produziert, die gesamte Menge wird aus dem Ausland importiert.

## Besteuerung
In der Allgemeinen Luftfahrt ist jede Sorte Flugzeugtreibstoff seit 1976 mineralölsteuerpflichtig. Die gegenteilige Ansicht hält sich bis heute aufgrund des seinerzeit als skandalös empfundenen, gescheiterten Versuchs Franz Josef Strauß’, diese Besteuerung abzuschaffen.
Flugbenzin (AVGAS) wird in Deutschland genau wie Autokraftstoff besteuert, die übliche Sorte 100LL aufgrund des Bleianteils mit einem höheren Satz von 0,721 Euro Mineralölsteuer pro Liter.
Dazu kommt die jährlich steigende BEHG-Abgabe und 19 % Umsatzsteuer.
Der im Vergleich zum Autobenzin höhere Preis für AVGAS rührt von der sehr geringen Produktionsmenge dieser besonderen Benzinsorte her.
Für die gewerbliche Luftfahrt bei der Beförderung von Passagieren und Fracht besteht dagegen weitgehende Steuerfreiheit. International gilt dabei das seit dem 7. Dezember 1944 bestehende Chicagoer Abkommen (ICAO-Abkommen), in dem sich alle Mitgliedsstaaten zur Steuerbefreiung von Flugtreibstoffen bei internationalen Flügen verbindlich bekannt haben. Diese Steuerbefreiung ist innerhalb der EU in Richtlinien konkretisiert. Danach sind grundsätzlich mehrere Fälle zu unterscheiden.
1. Fall (internationaler, gewerblicher Flug): Der Flugtreibstoff ist gemäß ICAO-Abkommen komplett steuerfrei.
2. Fall (national, gewerblicher Flug, Turbinenflugzeuge mit Kerosin als Treibstoff): Es wird ausschließlich die nationale Umsatzsteuer erhoben; es fällt keine Mineralölsteuer an.
3. Fall (national, gewerblicher Flug, Kolbenmotorflugzeuge mit AVGAS als Treibstoff): Es wird die nationale Umsatzsteuer erhoben. Ob hierbei zusätzlich Mineralölsteuer erhoben wird, unterliegt der nationalen Gesetzgebung.

Die EU erlaubt Mitgliedsstaaten, von dieser Regelung abzuweichen und eine Besteuerung national oder über bilaterale Abkommen zwischen Mitgliedstaaten einzuführen.
Für den sogenannten Werkverkehr (gewerblicher Verkehr von Nicht-Luftfahrt-Unternehmen) hat im Oktober 2007 ein Musterprozess vor dem Finanzgericht Düsseldorf ebenfalls Befreiung von der Mineralölsteuer bestätigt und mit EU-Richtlinien begründet. Das wurde später zurückgenommen, d. h. die Finanzverwaltung hat sich durchgesetzt. Nunmehr ist in Deutschland die Steuerbefreiung für Flugtreibstoffe auf Luftfahrtunternehmen beschränkt, deren unmittelbarer Betriebszweck im Transport zahlender Passagiere oder Fracht besteht. Hierzu gehören auch Taxiflüge und das gewerbliche Absetzen von Fallschirmspringern.

## Alternativen
Aufgrund des hohen Preises für AvGas verbreitete sich in den letzten Jahren in Europa verstärkt sogenanntes MoGas (Kurzform für Motor Gasoline). Dieses entspricht genau Tankstellen-Superbenzin mit einigen Zusätzen. Einige der klassischen Flugmotoren (etwa viele Versionen des Vierzylinders Lycoming O-320, wie er in vielen Piper- und Cessna-Typen eingebaut ist) können ohne jegliche Modifikation mit MoGas betrieben werden, andere müssen aufwendig modifiziert werden. Mit der seit 2007 vorgeschriebenen Beimischung von Bioethanol im Motorenbenzin erlöschen aber die Zulassungen für die Verwendung von MoGas, sofern es über 1 % Alkohol enthält. Deshalb wird seit Ende 2013 von mehreren Mineralöl verarbeitenden Betrieben das bleifreie AVGAS UL91 angeboten.
Seit dem Beginn der 1990er-Jahre gibt es Bestrebungen in der Allgemeinen Luftfahrt und hier speziell bei Kleinflugzeugen mit Kolbenflugmotoren, Dieselkraftstoff und Kerosin als Alternative zu AvGas einzusetzen. Dabei wird unterschiedlichen Konstruktionsprinzipien gefolgt. Es gibt sowohl Viertakt-Dieselmotoren, Zweitaktmotoren als auch Wankelmotoren. Vorteile der Dieselmotoren sind vor allem der geringere Verbrauch und der – regional unterschiedlich – häufig günstigere Kraftstoff. Aufgrund des Selbstzündungsverfahrens und der hohen Kompressionsdrücke sind die Dieselmotoren allerdings robuster und damit schwerer gebaut. Das höhere Gewicht bedeutet einen Nachteil gegenüber konventionellen Flugmotoren.
Marktreife und zugelassene Diesel- und Kerosin-Kolbenflugmotoren bieten die Firmen Société de Motorisations Aéronautiques (SMA), Continental Aerospace Technologies (vormals Thielert) sowie Austro Engine an. Weitere Hersteller sind Wilksch, Mistral oder DeltaHawk, deren Motoren derzeit nur in Experimentalflugzeugen und Drohnen eingesetzt werden. Die Motoren leisten zwischen 88 kW und 257 kW (120 bis 350 PS). Somit sind sie leistungsmäßig geeignet, die meisten ein- und zweimotorigen Kleinflugzeuge anzutreiben. In den Leistungsklassen darüber hinaus werden in der Regel Turbinen eingesetzt (Strahlturbine und Turboprop).